# Echeveria tolucensis
Echeveria tolucensis är en fetbladsväxtart som beskrevs av Joseph Nelson Rose. Echeveria tolucensis ingår i släktet Echeveria och familjen fetbladsväxter. Inga underarter finns listade i Catalogue of Life.